# 川路柳虹

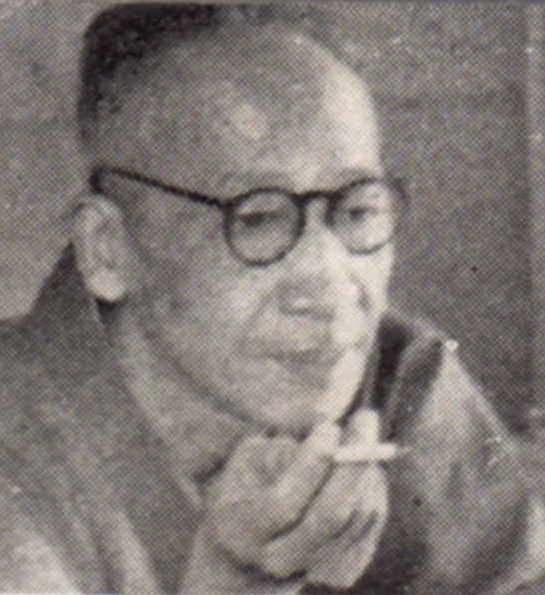
川路柳虹

川路 柳虹（かわじ りゅうこう、明治21年（1888年）7月9日 - 昭和34年（1959年）4月17日）は明治・大正・昭和期の詩人、評論家。本名は誠。

## 略歴
曾祖父は幕末の旗本・外国奉行、川路聖謨。父は川路寛堂、母はハナ子（浅野長祚の五女、母方の祖父は岩城隆喜）。
東京府芝区三田生まれ。幼少期は福山市や淡路島の洲本で過ごした。洲本中学時代から文学に関心を持ち、『中学世界』『ハガキ文学』『小国民』などに投稿を始めた。
1903年（明治36年）中学校を中退し、京都の美術工芸学校に入学した。1906年（明治39年）から口語自由詩の詩作を始める。同年、美術工芸学校卒業後は関西美術院の夜学に通い、浅井忠に油絵を学ぶ。その一方で、『文庫』や『新声』などに多くの作品が掲載された。柳虹は京都で、河井酔茗の『文庫』の同人、澤村胡夷と知り合い、胡夷ときわめて親しくしていたが、胡夷が「君の口語詩を、たとえ試作にもせよ、古い目でなく真面目に見てまっすぐに取り上げるのはあの人だ」とすすめたので、柳虹は口語自由詩の「塵溜」を酔茗に送った。
1907年（明治40年）、河井酔茗の主宰する詩草社が「詩人」を刊行すると、有本芳水らと同人となる。「詩人」に日本初の口語詩「塵溜」などを発表して注目され、詩壇に大きな波紋を投じた。1908年（明治41年）東京美術学校（現・東京芸術大学）日本画科に進学。詩作は旺盛で『早稲田文学』、『文章世界』、『創作』などに作品を発表する。1910年（明治43年）、処女詩集『路傍の花』を出した。口語自由詩を収録した最初の詩集としてその意義は大きく、七五調などの古い詩型を破り言文一致による新しい詩を創造したことで、詩における自然主義的革命が実現したといわれている。
1914年（大正3年）東京美術学校日本画科卒業。同年刊行の第二詩集『かなたの空』には象徴詩の技法がみえる。その後、三木露風を中心とする詩誌『未来』の同人として活躍。1916年（大正5年）11月、曙光詩社を創立。1918年（大正7年）「伴奏」「現代詩歌」などを創刊。これらの詩誌から村野四郎、萩原恭次郎、平戸廉吉などを輩出した。柳虹自身も新進詩人として、1918年（大正7年）『勝利』、1921年（大正10年）『曙の声』などの詩集を出した。評論やフランス詩壇の紹介の仕事も進めた。
1921年（大正10年）「炬火」を創刊。1922年、詩集『歩む人』以後は抒情性を脱し、知性派主知的詩人としての特色を強めた。1926年（大正15年）日本文芸家協会会員。
1927年（昭和2年）、パリ大学で東洋美術史を学び、美術評論家としても知られ『現代美術の鑑賞』（1925年（大正14年））、『マチス以後』（1930年（昭和5年））などの美術評論の著書もある。評論でも『詩学』など著書も多い。
象徴主義詩人のポール・ヴェルレーヌ詩集も選訳した。少年期の三島由紀夫が、詩の面で師事した（回想記『私の遍歴時代』より。ちくま文庫で新版、他に中公文庫版「太陽と鉄」に収録）。
1952年、法政大学講師。
1958年（昭和33年）、『波』などにより日本芸術院賞受賞。1959年4月17日、脳出血のため杉並区成宗の自宅で死去。70歳没。戒名は温容院滅与知徳柳虹大居士。没後に遺稿詩集として『石』が上梓された。墓地は多磨霊園10区。

## 人物
- 若い川路柳虹がどのようにして新しい実験としての口語自由詩を京都で書き、東京の河井酔茗のところへ送ったかに関しては、河井酔茗の妻であった島本久恵が『明治詩人傳』（筑摩書房）[要ページ番号]に描いている。
- 息子の川路明はバレエダンサー指導者で、日本バレエ協会常務理事であった。主な著作に『バレエ入門』（土屋書店）がある。
- チャールズ・コンヴァース作曲の「いつくしみ深き」（「星の世界」）の作詞をした[5]。